# Eotetranychus capricorni
Eotetranychus capricorni är en spindeldjursart som beskrevs av Gutierrez 1967. Eotetranychus capricorni ingår i släktet Eotetranychus och familjen Tetranychidae. Inga underarter finns listade i Catalogue of Life.